# Howard Alexander Smith

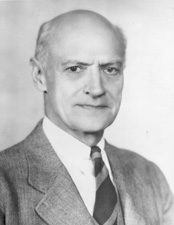
Howard Alexander Smith

Howard Alexander Smith (* 30. Januar 1880 in New York City; † 27. Oktober 1966 in Princeton, New Jersey) war ein US-amerikanischer Politiker (Republikanische Partei), der den Bundesstaat New Jersey im US-Senat vertrat.
Alexander Smith besuchte die Cutler School, eine Privatschule in seiner Heimatstadt New York, ehe er 1901 seinen Abschluss an der Princeton University machte und 1904 sein juristisches Examen an der Columbia University bestand. Noch im selben Jahr wurde er Mitglied der Anwaltskammer und begann in New York zu praktizieren. 1905 zog er nach Colorado Springs, wo er bis 1917 seiner juristischen Tätigkeit nachging. Während des Ersten Weltkrieges arbeitete er für die United States Food Administration in Colorado und Washington; nach Kriegsende war er Mitglied mehrerer Hilfsorganisationen.
1919 zog Smith nach Princeton und wurde dort Geschäftsführer der Princeton University, was er bis 1927 blieb. Danach arbeitete er bis 1930 als Dozent im Fachbereich Politik an dieser Universität, ehe er nach New York zurückkehrte und dort bis 1941 wieder als Rechtsanwalt tätig war. Schließlich schlug er in New Jersey eine politische Laufbahn ein. Von 1941 bis 1943 war er Vorsitzender der republikanischen Parteiorganisation auf Staatsebene (Republican State Committee); zwischen 1942 und 1943 gehörte er überdies dem Republican National Committee an.
Im November 1944 wurde Smith zum Nachfolger des verstorbenen US-Senators William Warren Barbour gewählt, dessen Platz zuvor Arthur Walsh kommissarisch eingenommen hatte. Er übte sein Mandat ab dem 7. Dezember 1944 aus und verblieb nach zweimaliger Wiederwahl bis zum 3. Januar 1959 im Senat, ehe er nicht mehr kandidierte. Während dieser Zeit war er unter anderem Vorsitzender des Arbeitsausschusses. Von 1959 bis 1960 fungierte Smith dann noch als Sonderberater des US-Außenministers.
Sein Neffe Peter H. Dominick war ebenfalls Politiker und saß für den Staat Colorado im US-Senat.